# یان وود
یان وود (انگلیسی: Ian Wood) (زاده ۱۹۴۲) کارآفرین، کارشناس نفتی و مدیر ارشد اجرایی اسکاتلندی است، که در سال ۱۹۸۲ گروه وود را تأسیس کرد.

## زندگی‌نامه
وود در ۲۱ ژوئیه ۱۹۴۲ در آبردین متولد شد و در کالج رابرت گوردون تحصیل کرد و سپس در دانشگاه آبردین، جایی که روانشناسی خواند و در سال ۱۹۶۴ فارغ‌التحصیل شد.